# تيم سايلنت
فريق سايلنت هيل مجموعة التنمية في كونامي كمبيوتر انترتينمنت طوكيو (KCET)، المسؤولة عن الألعاب الأربعة الأولى من سايلنت هيل 1999-2004، العناوين في وقت لاحق وضعت من قبل الشركات الغربية خارجية مثل Climax Studios وDouble Helix Games .
وفقا للمؤلف أكيرا ياماوكا، تألف فريق سايلنت من الموظفين الذين فشلوا في مشاريع أخرى وفي الأصل كانوا على وشك الطرد من الشركة قبل ان تنجح اللعبة الأولى. وفقا لفنان سيلنت هيل: العودة للديار، فريق سايلنت تم حله في نهاية المطاف من قبل كونامي نفسها، لأن كونامي أرادت مطورين غربيين لعمل الألعاب. تم دمج KCET في الشركة الأم كونامي في أبريل 2005.
الأعضاء الرئيسيين في فريق الصامت ما يلي:
- كييتشيرو توياما: مدير سايلنت هيل. انضم لـستوديو SCE اليابان في عام 1999 وإنشأ سلسلة العاب سايرين.[6]
- ماساشي تسوبوياما: مدير سايلنت هيل 2، المدير الفني لسايلنت هيل 4
- كازوهيدي ناكازاوا: مدير سايلنت هيل 3.[7] [7] وانضم في وقت لاحق لكوجيما للإنتاج.
- سوجورو موراكوشي: مدير الدراما لسايلنت هيل 2، مخرج وكاتب السيناريو في سايلنت هيل 4. وبعد ذلك لكوجيما للإنتاج.
- هيرويوكي واكو: كاتب السيناريو في سايلنت هيل 2 وسايلنت هيل 3، شارك في كتابة سايلنت هيل [8]
- ماساهيرو إيتو: الخلفية وتصميم الوحوش في سايلنت هيل، المدير الفني ومصمم الوحوش في سايلنت هيل 2 وسايلنت هيل 3
- أكيرا ياماوكا: مدير الصوت في السلسلة. منتج سايلنت هيل 3 وسايلنت هيل 4. ترك كونامي للانضمام إلى Grasshopper Manufacture
- غوزو كيتاو: المنتج التنفيذي لسايلنت هيل، سايلنت هيل 2، سايلنت هيل 3
- أكيهيرو إيمامورا: منتج سايلنت هيل 2، [9] منتج فرعي في سايلنت هيل 4
- تاكايوشي ساتو: CGI صانع سايلنت هيل وسايلنت هيل 2.[10] غادر للانضمام إلى Virtual Heroes, Inc.. ..

لعب أكيرا ياماوكا دورا رئيسيا في فيلم سايلنت هيل التكيف من خلال الإشراف والموافقة على جوانب محددة من الفيلم في جميع أنحاء الإنتاج. وأعضاء فريق سايلنت يعمل الآن على مشاريع منفصلة. بعض من الأعضاء الأصليين (على النحو الذي أدى توياما، مدير أول لعبة سايلنت هيل) ذهب إلى إنشاء سلسلة سايرين، التي لديها مناخ مماثل لسايلنت هيل امتياز.